# Lupa capitolina
La Lupa capitolina è una scultura di bronzo, di incerta datazione (la cronologia la colloca probabilmente nell'ambito del V secolo a.C.), custodita nei Musei Capitolini. Di dimensioni approssimativamente naturali, i gemelli sottostanti furono aggiunti nel XV secolo e sono stati attribuiti allo scultore Antonio del Pollaiolo. Viene tradizionalmente considerata di fattura etrusca, si ritiene che sia stata fusa nella bassa valle tiberina e che si trovi a Roma sin dall'antichità (S. Giovanni in Laterano).
Raffigura due bambini che si pensa siano Romolo e Remo che vengono allattati da una lupa.

## Storia

### La leggenda
Secondo il mito, la vestale Rea Silvia venne fecondata dal dio Marte e partorì due gemelli, Romolo e Remo. Il nonno dei gemelli, Numitore, fu scacciato dal trono di Alba Longa dal fratello Amulio. Per evitare che i nipoti, diventati adulti, potessero rivendicare il trono usurpato, Amulio ordinò ad un suo servo che fossero uccisi e  gettati nel Tevere ma il servo non ebbe il coraggio e allora li mise in una cesta e li lasciò trasportare dalle acque del fiume. Questa cesta si incagliò sul fiume alle pendici di un colle, dove i gemelli furono trovati da una lupa che si prese cura di loro finché non furono trovati dal pastore Faustolo. L'antro della lupa era il leggendario lupercale presso il colle Palatino.

### La statua

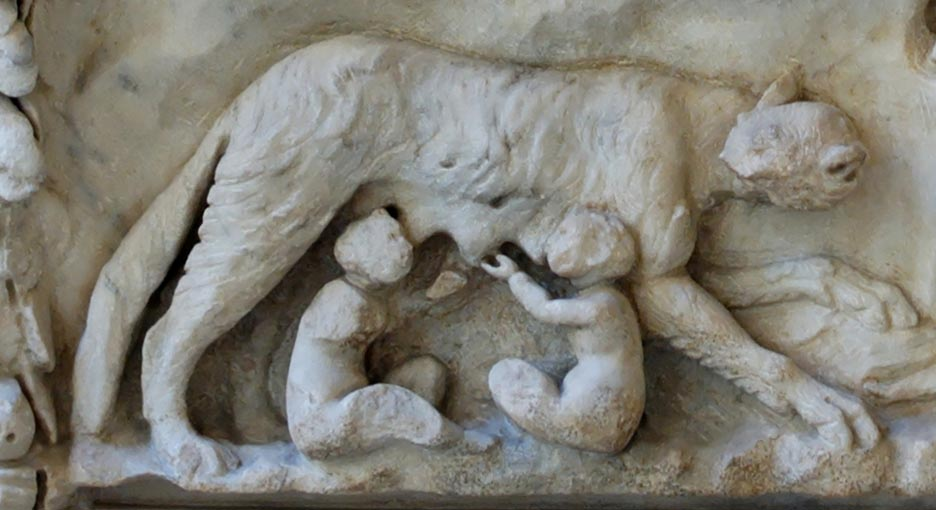
Raffigurazione della lupa che allatta i gemelli sull'altare di Marte e Venere (dal piazzale delle Corporazioni di Ostia, ora a palazzo Massimo), con la lupa, in basso, che presenta la testa girata verso i gemelli

La statua è l'icona stessa della fondazione della città. Le fonti antiche parlano di due statue bronzee della Lupa, una nel Lupercale, l'altra nel Campidoglio. La prima statua, quella del Palatino, è citata nel 295 a.C., quando i due edili, Quinto Fabio Pittore e Quinto Ogulnio Gallo, le aggiunsero una coppia di gemelli. L'avvenimento, in base al racconto di Tito Livio, risale al 296 a.C. e si rese possibile grazie al denaro che gli stessi edili curuli confiscarono agli usurai. Non possediamo alcun indizio sicuro sul gruppo degli OGNUNI, anzi il passo di Livio ha dato il via a due diverse interpretazioni, che considerano i gemelli come parte di un gruppo unitario o come un'aggiunta successiva ad un'immagine più antica della lupa. Cicerone riporta come il simulacro capitolino venne colpito da un fulmine nel 65 a.C. e da allora non venne riparato.

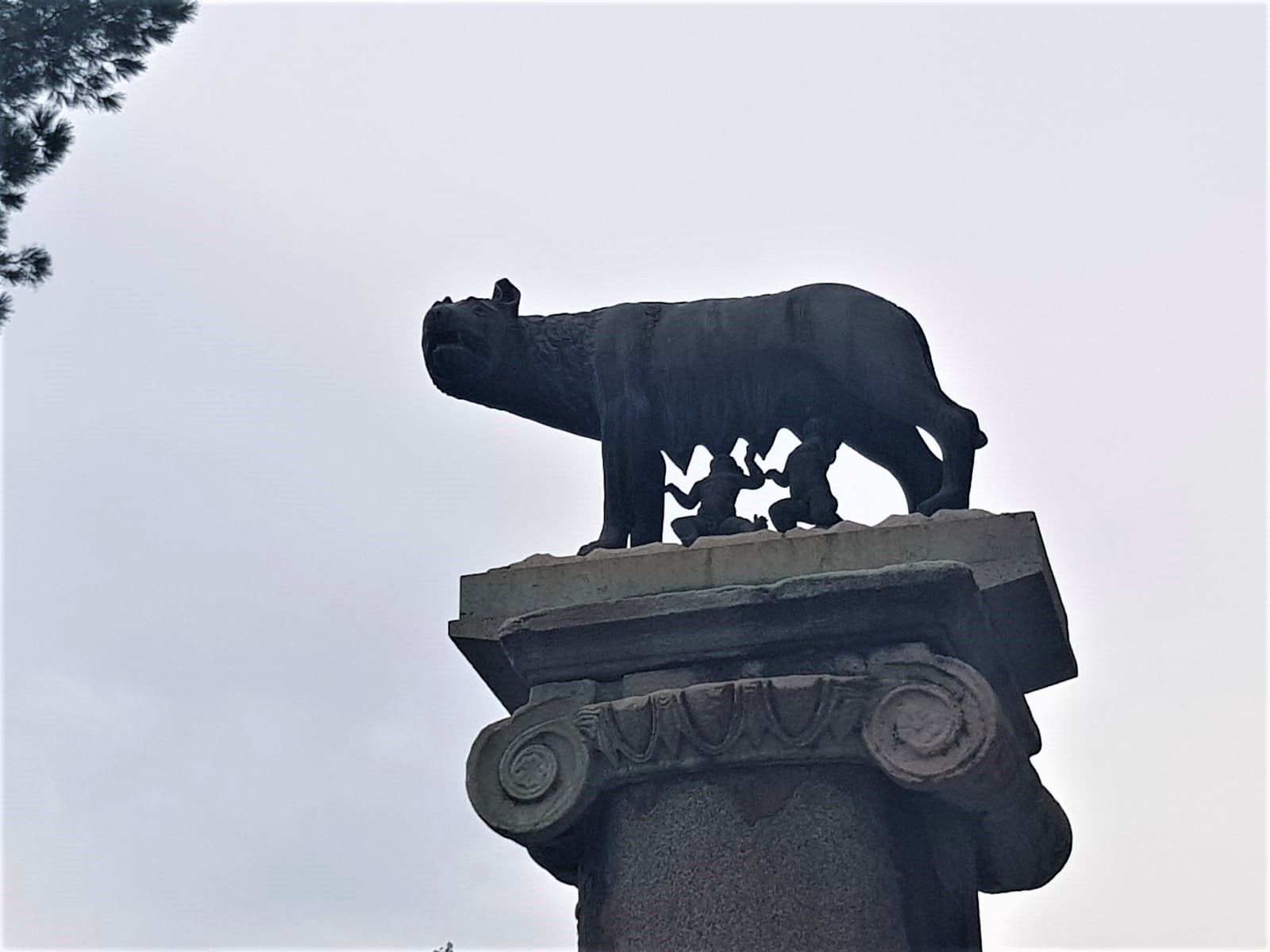
La statua al Campidoglio

Le raffigurazioni di epoca classica della lupa con i gemelli sono abbastanza diverse dalla statua della lupa capitolina, che ha certa rigidità, tipica della statuaria arcaica o medievale. Il dinamismo della posa della lupa che lecca uno dei gemelli e il diverso atteggiamento dei gemelli raffigurati nei bassorilievi marmorei e sulle monete d'argento indicano invece un elevato naturalismo e sono stati considerati testimonianza del carattere ellenico o ellenistico del modello. Ciò che colpisce è il carattere emblematico dell'immagine concepita come allegoria di un intero racconto di fondazione.
Le prime notizie sicure su questa statua risalgono al X secolo, quando si trovava incatenata sulla facciata o all'interno del palazzo del Laterano: nel Chronicon di Benedetto da Soracte risalente appunto al X secolo, il monaco descrive l'istituzione di una suprema corte di giustizia "nel palazzo del Laterano, nel posto chiamato ...[graffiti]..., cioè la madre dei Romani." Processi ed esecuzioni "alla lupa" sono registrate di tanto in tanto fino al 1450. La Lupa era conservata con altri monumenti, come l'iscrizione bronzea della lex de imperio Vespasiani, che venivano esposti come cimeli per attestare la continuità tra Impero romano e papato, tra antichità e medioevo.
La statua venne poi ospitata fino al 1471 nella chiesa di San Teodoro, che si trova tra il Palatino ed il Campidoglio. In quell'anno fu donata da Sisto IV della Rovere (inv. MC 1181) al "popolo romano" e da allora si trova nei Musei Capitolini, nella Sala della Lupa.
La scultura rappresenta una lupa che allatta una coppia di piccoli gemelli, che rappresentano i leggendari fondatori della città, Romolo e Remo. Queste ultime due figure furono aggiunte nel tardo XV secolo, forse da Antonio del Pollaiolo, in accordo con la storia di Romolo e Remo: in una incisione su legno delle Mirabilia Urbis Romae (Roma, 1499), appare già con i due gemelli .

### La Lupa nella monetazione

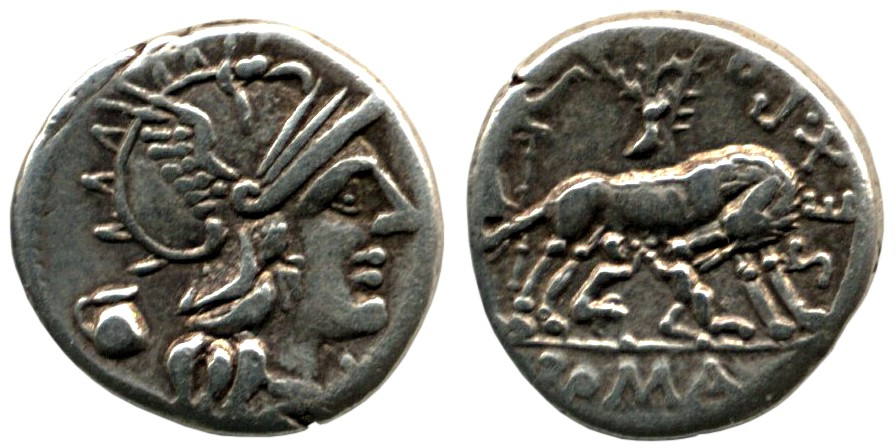
Un denario di Sesto Pompeo. Al diritto la dea Roma, al rovescio la lupa capitolina che allatta Romolo e Remo, sotto al fico ruminale. A sinistra il pastore Faustulo.

Nella seconda metà del III secolo a.C. la lupa diventa uno dei motivi decorativi nei medaglioni in rilievo, inseriti al centro dei vasi aperti della ceramica calena. I medaglioni riproducono meccanicamente i modelli metallici, identificabili con le didramme (statere) d'argento romano-campane; in secondo piano, alle volte, compare il fico ruminale su cui talvolta sono appollaiati uno o due uccelli. Accanto al nucleo centrale, con l'immagine della lupa e i gemelli, trovarono posto scene figurate più complesse in cui vanno sommandosi altri elementi del racconto mitico: ad esempio la presenza di due pastori, o del solo Faustolo: come riporta il denario del triumviro monetale Sesto Pompeo Faustolo databile al 133-126 a.C.; Faustolo rappresentato come un viaggiatore, a braccia incrociate e con il pedum, ha il braccio sollevato in segno di meraviglia, gesto che sottolinea il significato miracoloso dell'allattamento, secondo uno schema che avrà larga fortuna in seguito.
In età tardo repubblicana, con il denario detto dell'Augurium romuli, datato al 110 a.C., la raffigurazione della Roma Victrix, associata al "Lupercale" (il luogo, secondo la lagenda, dove la lupa allattò Romolo e Remo), entrò a far parte del repertorio figurativo delle gemme; contemporaneamente i pastori diventarono due e si perse la specifica connotazione di Faustolo.
Con la fine dell'età Repubblicana la tradizione iconografica narrativa cede il posto a raffigurazioni isolate, privilegiate per il loro carattere drammatico o per l'importanza acquisita dalla scena nella propaganda personale dell'imperatore; in particolare la lupa romana diventa uno dei motivi decorativi adoperati su urne e altari funerari della prima età imperiale.
Nell'età Augustea, l'immagine dell'allattamento dei gemelli, allude ad una vita felice che richiama l'avvento dell'aura aetas celebrata nei ludi saeculares del 17 a.C. Dopo una lunga assenza dai coni monetali per tutta l'età giulio-claudia, la lupa che allatta i gemelli ricompare sui rovesci degli aurei di Tito e dei denari coniati a Roma da Diocleziano, poco tempo prima della morte di Vespasiano nel 79 d.C. In esergo è raffigurata una barchetta, che richiama la cesta nella quale furono ritrovati i due fanciulli; la piccola imbarcazione diventa il simbolo del salvataggio miracoloso, poiché solo grazie ad essa Romolo e Remo giunsero sulla riva del Tevere.
Con l'età adrianea la lupa con i gemelli diventa un attributo caratterizzante della personificazione del fiume Tevere, accompagnato precedentemente dalla palma o dall'idria rovesciata. Sulla monetazione di questo imperatore la lupa compare con un atteggiamento nuovo: non più rivolta interamente verso i gemelli, ma con la testa girata di tre quarti. Il significato della nuova immagine va compreso in relazione alle effigi della lupa che mostrano una diversa postura e che rimandano ad un diverso atteggiamento programmatico della politica imperiale:
- l'animale accovacciato (per lo più accanto alle personificazioni del Tevere), richiama la mansuetudine ottenuta grazie all'intervento divino;
- l'animale rivolto verso i gemelli richiama la protezione accordata dall'imperatore al popolo romano;
- l'animale con la testa fieramente alzata richiama la predestinazione della grandezza dell'Impero.

Il motivo della lupa avrà larga diffusione, con ampie e numerose varianti, anche nella monetazione e nei medaglioni bronzei di Antonino Pio, il quale riprende il programma del suo predecessore e recupera, con le medesime motivazioni ideologiche, l'intero repertorio relativo al passato leggendario di Roma. Dopo Adriano, l'immagine della lupa nutrice, si diffonde nella monetazione provinciale; ben tre legioni hanno adoperato la lupa romana come insegna militare: la II legione Italica (nel Norico), la VI legione Ferrata (in Oriente) e l'XI legione Claudia (dal II secolo in Mesia Inferiore).
Con il III secolo d.C., il tema dell'allattamento miracoloso scompare dai monumenti pubblici e dalla monetazione di Roma e fa la sua apparizione solo in particolari occasioni legate a ricorrenze eccezionali; come i giochi secolari celebrati da Filippo l'Arabo nel 248 d.C., che secondo il computo verroniano, coincideva con il millesimo anniversario di Roma e nei successivi anniversari festeggiati da Gallieno, da Probo e da Carusio con cadenza decennale.
Nel IV secolo d.C. la veneranda immagine della lupa torna in voga con Massenzio, l'ultimo vero imperatore romano, che tentò di restituire a Roma la centralità perduta rinnovandone i monumenti e dando al proprio figlio il nome del suo fondatore: Romolo.
La statua che conosciamo venne quasi sicuramente realizzata tra il X e il XIV secolo, grazie alle recenti analisi condotte sulle terre di fusione usate nella lega bronzea. Fino a pochi anni fa la si riteneva invece un originale datato, con esiti diversi, dagli inizi del V secolo a.C. al III secolo a.C., che non era mai finito sotto terra. Ciò testimonia, comunque, la prova della continuità dello spirito romano dall'antichità attraverso il medioevo e oltre.

### L'uso propagandistico nel medioevo a Siena e nel XX secolo
L'immagine della lupa nel Medioevo fu adottata dal Comune di Siena, che la ripropose come Lupa senese in diverse piazze e monumenti. Siena infatti, secondo il mito, era stata fondata da Senus, figlio di Remo e quindi ambiva ad essere una seconda Roma.
L'immagine era una delle preferite di Benito Mussolini, che voleva accreditarsi come il fondatore della "Nuova Roma". Per favorire la benevolenza statunitense, inviò diverse copie della Lupa capitolina a città americane. Nel 1929 ne inviò una copia alla convenzione nazionale della società "Sons of Italy" a Cincinnati (Ohio). Nel 1931 fu cambiata con una di maggiori dimensioni che si trova ancora all'Eden Park di Cincinnati. Un'altra replica fu inviata alla città di Rome in Georgia nello stesso anno. Una terza copia fu inviata a New York.
La lupa capitolina fu usata sia come emblema che nei manifesti della Olimpiade romana del 1960.

### La datazione controversa

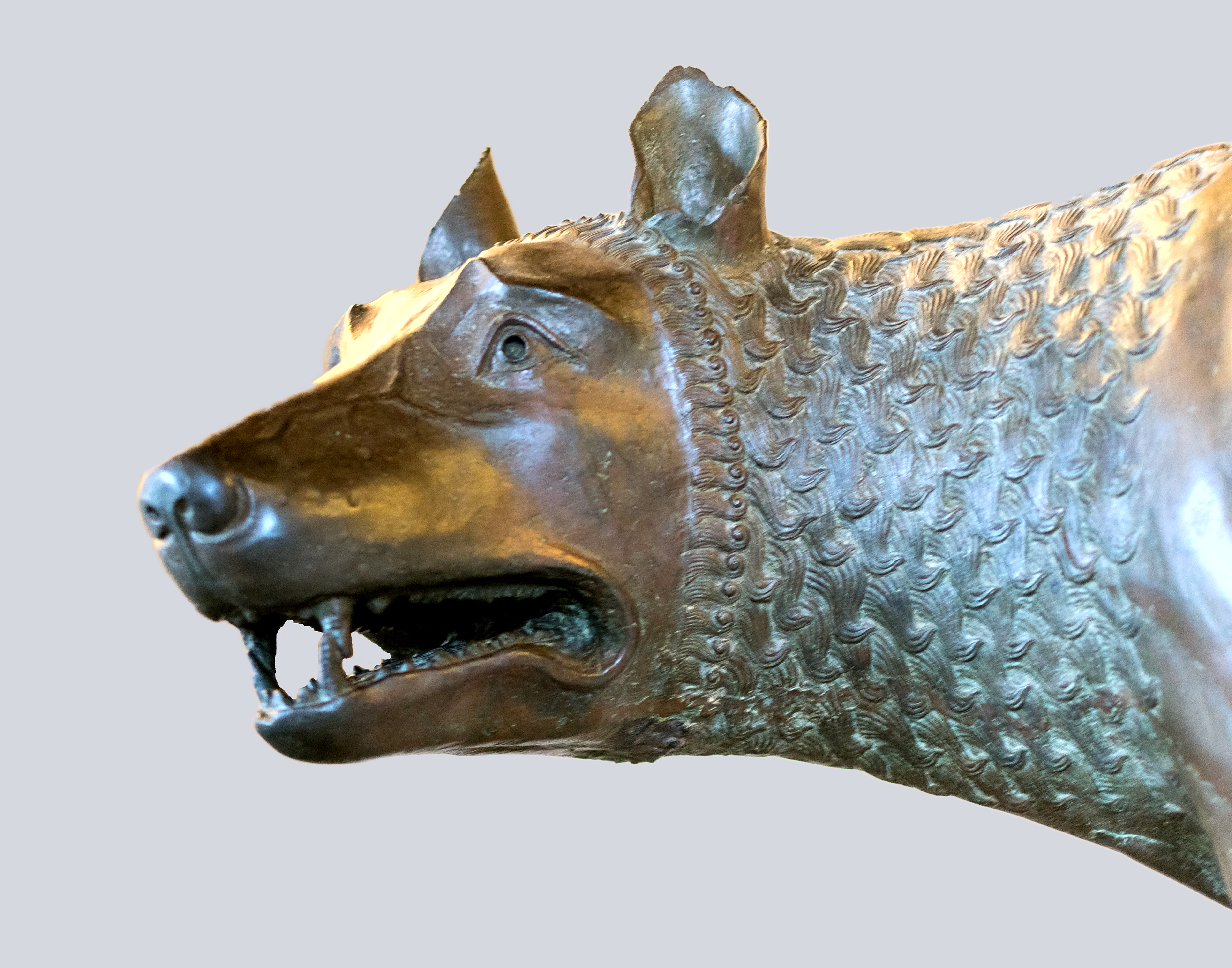
Lupa Capitolina (particolare)

La datazione tradizionale parlava dell'epoca arcaica della storia romana, oscillante tra il V secolo a.C. (secondo alcuni agli inizi, secondo altri alla fine) e il III secolo a.C.
Tra le due possibili statue antiche della lupa, si ipotizzava che quella superstite fosse quella capitolina, perché giunta a noi priva di gemelli e con tracce di un guasto sulle zampe posteriori, che venivano messe in relazione con il fulmine citato da Cicerone. I raffronti iconografici e stilistici venivano fatti con alcuni rari materiali di area etrusca e latina: una stele felsina del V secolo a.C., dove la lupa appare in atteggiamento simile a quella della statua e quindi diversa dalle raffigurazioni tradizionali romane dove la lupa ha la testa volta verso i piccoli anziché lo spettatore; altre pochissime opere superstiti della bronzistica etrusca del V secolo a.C., che mostrano un'analoga scarnezza di forme unita a un certo decorativismo.
Nel 2006 erano già stati sollevati dei dubbi sulla datazione dell'opera. L'ipotesi di Anna Maria Carruba, restauratrice e storica dell'arte che ha curato il restauro della statua, era che, in base alla tecnica di fusione, l'opera potesse risalire all'epoca altomedievale (ipotesi sostenuta anche dall'autorità di Adriano La Regina, ex soprintendente ai Beni archeologici di Roma e docente di Etruscologia all'Università di Roma - La Sapienza). La datazione delle terre di fusione con il radiocarbonio (C14 AMS) data l'attribuzione dell'opera al XIII secolo, ma se dunque oggi si tende a considerarla un calco medievale su un originale etrusco, resta aperta la possibilità che il nucleo della statua sia autenticamente antico e che vi siano stati interventi e rifacimenti di parti di essa nel pieno Medioevo.

## Descrizione
A parte qualche piccolo danno e lacuna prontamente restaurati, la statua della Lupa è integra. Il modellato è in linea di massima scarno e rigido, ma impreziosito da un decorativismo minuto, chiaro ed essenziale, soprattutto nel disegno del pelo, che è reso sul collo con un motivo calligrafico di ciocche "a fiamma", che prosegue nelle linee oltre la spalla e sulla sommità del dorso, fino alla coda.
L'animale è posto di profilo, con la testa girata verso lo spettatore di novanta gradi. Le fauci sono semiaperte e i denti aguzzi. Il corpo dell'animale è magro, mettendo in mostra tutto il costato. Le mammelle sul ventre sono ben evidenti. Anche le zampe presentano un aspetto asciutto e ruvido, e sono modellate in posizione di guardia.

### Collocazione
Sistemata al centro della sala che oggi porta il suo nome, in vista della ristrutturazione michelangiolesca dove Aldrovandi la ricorda nel XVI secolo, la lupa con la sua straordinaria forza evocativa, rappresenta il simbolo della città.

### Il restauro
Le indagini condotte per la definizione dello stato di degrado prodotto dall'ambiente e dal tempo sul materiale costitutivo dell'opera, per sua natura instabile, hanno evidenziato una particolare condizione, diversa da quella comunemente riscontrata sui bronzi archeologici rimasti a lungo interrati o esposti all'aperto.
La maggior parte delle trasformazioni avutesi nel tempo sono rappresentate sulla patina e, attraverso di essa, raggiungono l'interno della materia.
La patina e la forma sono l'immagine dell'opera, ed è proprio attraverso la salvaguardia della patina che il restauratore consente la trasmissione dei dati storici che vi sono rappresentati.
I risultati delle analisi FTIR (spettroscopia infrarossa), eseguite per l'individuazione dei prodotti organici e quelli della diffrattometria a raggi X, per la caratterizzazione delle diverse patine di corrosione, ci hanno fornito una serie di indicazioni relative alla storia conservativa della Lupa.
Gli spessori di cere ed olio di lino, applicati in diverse epoche per salvaguardare la superficie bronzea, prevalgono rispetto all'esiguo strato di ossido di rame formatosi naturalmente per effetto dell'esposizione del metallo all'atmosfera.
Risultano quindi evidenti le cure costantemente riservate alla scultura per impedire il sorgere di fenomeni corrosivi.
Ulteriore conferma viene dalla presenza di ossalti: residui di trattamenti protettivi o decapanti, usati in passato per proteggere la sottile patina bruna oppure per eliminare chimicamente e radicalmente una disomogenea stratificazione di patine ritenute pericolose o antiestetiche.
Non si trattava del bitumen pliniano, né di patinature intenzionali (come quelle rinascimentali), né di alcun procedimento tecnico conosciuto, ma di cere brillanti e trasparenti applicate non per compiere una "manomissione" sulla patina, bensì per migliorare le qualità estetiche e proteggere la materia sottostante. Tali cere però appaiono oggi ossidate, annerite e opache.
Sono state eseguite varie prove di pulitura in diverse zone con lo scopo di esplorare la sequenza stratigrafica dei depositi cerosi, la loro adesione al supporto metallico e la penetrazione ed estensione di eventuali fenomeni corrosivi.
Ogni tassello è stato eseguito asportando meccanicamente, col bisturi, la crosta nera depositata sulla superficie sciogliendo, con tamponcini imbevuti di trielina, i residui di sostanze organiche e infine perfezionando la pulitura con spazzolini di setola montati su microtrapano dentistico, per la completa rimozione della cera dalle porosità della superficie
Su tutto il corpo della lupa e dei gemelli si sono riscontrati quattro strati; partendo dall'esterno:
- il primo più superficiale, molto frammentario e lucido;
- il secondo, più profondo del precedente, grigio-giallo, opaco e pastoso;
- il terzo, costituito da una patina di cuprite rosso-bruna lucente;
- il quarto, solo sulla parte inferiore delle zampe e del muso, è uno strato intermedio di pigmento verde (facilmente eliminabile con un solvente come l'acetone).

La rimozione del vecchio strato protettivo e la conseguente azione dell'atmosfera su alcune sacche di cloruri presenti nella patina hanno provocato, in alcuni casi, l'immediato insorgere di attacchi di corrosione localizzata, fortunatamente di scarsa entità e stabilizzatasi spontaneamente in breve tempo.
L'ultima fase del trattamento ha riguardato la protezione finale delle superfici con l'applicazione di una resina acrilica a bassa concentrazione: la Paraloid B72 al 3%.
Lo scopo è stato quello di formare uno strato continuo di isolamento migliorando le caratteristiche di coesione della patina del bronzo nelle parti più porose, in modo da renderla impermeabile all'umidità, e agli agenti chimici dell'inquinamento atmosferico.
La scultura inoltre è stata dotata di un nuovo appoggio per le zampe anteriori.
I vecchi e fatiscenti appoggi sono stati sostituiti con nuovi sostegni realizzati in acciaio inox con regolazione micrometrica dell'altezza; in questo modo si può calibrare perfettamente la posizione della lupa rispetto al basamento.
La forma della parte anteriore del basamento è stata poi ripristinata integrando le grandi lacune con un blocco di travertino sagomato e ricoperto con calce Lafarge e polvere di marmo per la parte destra e stuccature dello stesso materiale per la parte sinistra.

## Riconoscimento
Nel 2024 la Lupa Capitolina diventa anche un riconoscimento onorario della città di Roma che viene per la prima volta conferito a Claudio Baglioni il 13 aprile del medesimo anno direttamente dal Sindaco. Ad ottobre viene assegnato alla Federazione Italiana di Nuoto. A novembre viene invece conferito ad Antonello Venditti.